# 이베르드롤라
이베르드롤라(Iberdrola)는 스페인 빌바오에 위치한 스페인의 다국적 전기 사업자이다. 이베르드롤라의 직원 수는 34,000명이며 고객 수는 3,167만 명에 달한다. 2013년, 카타르 인베스트먼트 홀딩의 최대 주주였다.
글로벌 에너지 기업인 이베르드롤라는 소득 규모와 시장 자본 부문에서 외르스테드에 이어 제2의 풍력 발전 생산 기업이다. 시장 자본 규모 면에서 세계 3위의 전기 사업자이다. 스페인, 영국(스코티시 파워), 미국(아반그리드), 브라질(Neoenergia), 멕시코, 독일, 포르투갈, 이탈리아, 프랑스 등 수많은 국가에 자회사를 두고 있다.

## 개요
스페인의 선도적인 에너지 기업인 이베르드롤라는 재생 에너지의 유통, 발전 및 보급 사업을 운영하고 있다. 1992년에 설립되어 스페인 바스크 지방의 빌바오에 본사를 두고 있으며, 이베르두에로와 히드로엘렉트리카 에스파냐가 합병한 후 전문 에너지 대기업으로 성장했다.
이베르드롤라는 유럽, 미국, 브라질, 멕시코, 호주에서 입지를 공고히 하고 있으며 일본, 아일랜드, 스웨덴, 폴란드, 한국에서도 시장 개척을 시작하고 있다. 
이 회사는 40,000명 이상의 직원과 150,000억 유로 이상의 자산을 보유하고 있다. 2001년부터 재생 에너지 분야의 세계적인 리더로서 입지를 공고히 하고 있으며, 시가총액 기준으로 스페인에서 가장 큰 에너지 그룹이 된 주요 글로벌 전력 회사 중 하나로 자리 잡았다.

## 역사
이베드롤라 코리아의 역사는 1992년 11월 1일 히드로엘렉트리카 에스파냐와 이베두에로의 합병을 통해 설립된 이베드롤라로 거슬러 올라간다. 이후 글로벌 입지를 확장하기 위해 적극적으로 인수합병을 추진했다. 2001년부터 호세 이그나시오 산체스 갈란이 회장직을 맡고 있는 이 회사는 재생 에너지를 전략의 기본 요소로 삼아 국제화 및 통합을 추진했다.
2006년에는 스코티시 파워를 인수하여 유럽에서 세 번째로 큰 전력 회사로 입지를 공고히 했다. 그 후 2011년에는 브라질 기업 Elektro를 인수했으며, 2020년에는 Acacia를 인수하여 일본 내 입지를 확대했다. 이번 인수를 통해 아시아 지역에서의 입지를 강화하고 아시아에서 보다 지속 가능한 미래를 위한 노력을 재확인했다.
이베드롤라 코리아는 2021년에 대규모 재생 에너지 포트폴리오를 개발 중인 이베드롤라 베트남의 550MW 친환경 포트폴리오를 인수했다. 독일 소위텍 그룹의 이번 인수를 통해 이베르드롤라는 아시아 지역에서의 사업 확장에 기여하고 탈탄소화 및 에너지 자립 촉진을 위한 노력을 강화할 수 있게 되었다.
이베르드롤라의 한국 전략은 에너지 믹스를 탈탄소화하고 에너지 자립을 촉진하는 데 중점을 두고 있으며, 이에 따라 한국 해상 풍력 시장이 성장할 것으로 예상된다.
2024년부터 2026년까지 410억 유로의 야심찬 투자 계획을 세운 이베르드롤라는 경제의 전기화를 촉진하고 새로운 전력 수요원을 예측하는 데 전념하고 있다. 20년 이상 에너지 전환을 주도하고 1,200억 유로 이상을 투자한 이베르드롤라는 2040년까지 33GW 이상의 설치 용량과 유럽의 탄소 중립을 목표로 하는 전략을 통해 재생 에너지 분야의 리더로 자리 잡았다. 2023년 이베르드롤라는 아시아 태평양 지역 재생에너지 산업 진출 전략의 일환으로 GS에너지와 한국을 비롯한 아시아 지역에서의 프로젝트 협력을 위한 양해각서(MOU)를 체결했다.

## 고위 경영진

### 이베르드롤라 회장
- 이니고 데 오리올 이바라, 이베르드롤라 초대 회장(1992-2005)
- 호세 이그나시오 산체스 갈란 이베르드롤라 회장(2005~)

## 비즈니스 라인

### 재생 에너지
그룹의 재생 에너지 사업부는 풍력(육상 및 해상), 수력, 태양광 등 다양한 에너지원을 통한 재생 가능 전기의 생산 및 마케팅을 담당하고 있다.
해상 풍력 시장에서 이베르드롤라는 이미 영국과 독일에서 프로젝트를 운영하고 있으며 미국, 호주, 스웨덴, 프랑스 등의 시장에서 새로운 프로젝트를 개발 중이다. 현재 15GW의 포트폴리오를 보유하고 있으며 성장 잠재력이 높은 시장에 진출하고 있다.
2020년에는 해상 풍력 포트폴리오를 확장하기 위해 현지 개발업체 Acacia Renewables를 인수했다. 총 1.2GW 규모의 풍력 발전 단지 2개를 개발 중이며, 일본 남서부의 여러 지역에 전략적으로 위치하여 정부 경매에 참여할 수 있는 4개의 프로젝트를 추가로 진행 중인 아카시아는 호주, 스웨덴, 프랑스와 같은 새로운 시장과 함께 일본을 추가하여 지리적으로 사업을 다각화할 수 있게 되었다.
2021년에는 550MW 규모의 재생 에너지 포트폴리오를 개발 중인 Sowitec Vietnam을 인수하여 아시아 태평양 지역의 재생 에너지 시장으로 계속 확장하고 있다. 이 포트폴리오에는 6개의 프로젝트, 5개의 육상 풍력 발전 단지, 50MW 규모의 수상 태양광 발전 프로젝트가 포함된다.
2023년 이베르드롤라는 에너지 기업 GS에너지와 한국을 비롯한 아시아 지역 프로젝트 협력을 위한 양해각서(MOU)를 체결했다. 이 이니셔티브는 아시아 태평양 지역의 재생 에너지 산업에 진출하려는 이베르드롤라의 전략의 일환이다.

### 해상 풍력 에너지
2020년에는 현지 개발업체인 Acacia Renewables를 인수하고 Macquarie의 Green Investment Group(GIG)과 합작회사를 설립하여 해상 풍력 포트폴리오를 3.3GW 규모로 늘렸다.
2021년, 이베르드롤라는 현지 개발사인 코스모 에코 파워(Cosmo Energy Holdings Co. Ltd.) 및 엔지니어링 회사 히츠와 협력하여 600MW 규모의 새로운 프로젝트를 시작함으로써 일본 해상 풍력 시장에서의 입지를 강화했다. 세이호쿠-오키 프로젝트는 일본 북서부 아오모리현에 위치해 있다.
2023년 말까지 이베르드롤라는 일본, 노르웨이, 스웨덴에서 총 8,000메가와트(MW) 이상의 해상 풍력 계약을 수주하기 위해 경쟁하고 있다. 현재 일본에 설치된 해상 풍력 발전 용량은 약 70MW이지만 2030년에는 10GW, 2050년에는 최대 37GW에 달할 것으로 예상된다.
아카시아 인수는 포트폴리오에 새로운 프로젝트를 추가하여 재생 에너지 분야의 글로벌 리더로서의 입지를 강화하려는 이베르드롤라의 전략에 따른 것이다. 또한 해상 풍력 부문의 다른 거래에 더해 발트해, 북해, 아일랜드해, 매사추세츠 해안, 프랑스 해안, 스웨덴 등 다양한 전략적 위치에서 풍력 발전 단지 개발을 촉진할 수 있게 되었다.

### 육상 풍력 에너지
2021년에는 5개의 육상 풍력 발전 단지와 50MW 수상 태양광 발전 프로젝트 등 6개의 프로젝트를 포함하여 550MW 규모의 재생 에너지 포트폴리오를 개발 중인 Sowitec Vietnam을 인수했다.
이번 인수는 회사의 재생 가능 용량을 두 배로 늘리고 글로벌 에너지 혁명으로 인한 기회를 활용하기 위한 2020~2025년 투자 계획의 일환이다.
이베르드롤라의 다른 육상 풍력 발전 시설로는 539MW의 발전 용량을 확장한 글래스고의 화이트클리 풍력 발전소가 있다. 이 프로젝트는 지속 가능성과 지역 사회 참여에 중점을 둔 것이 특징이다. 다른 중요한 프로젝트로는 스페인의 엘 안데발로 풍력 발전 단지와 미국 텍사스의 페냐스칼 풍력 발전 단지가 있다.

## 주요 자회사

### 네오에네르기아, S.A
네오에네르지아는 2000년대 초반부터 브라질에서 재생 에너지 분야의 선두주자로 활동해 왔다. 이 회사는 풍력, 태양열, 수력 발전에 투자하여 브라질 전 지역의 배전 및 송전 분야에서 입지를 공고히 해왔다.

### Avangrid
이베르드롤라는 2015년 UIL 홀딩 코퍼레이션을 인수하여 Avangrid로 탈바꿈하고 뉴욕과 뉴잉글랜드에서 입지를 확장했다. Avangrid는 자회사를 통해 230만 고객에게 전기와 천연가스를 공급하며 이 지역의 인프라 및 첨단 기술 프로젝트를 주도하고 있다.

### 스코틀랜드 전력
2006년에 인수된 스코티시 파워는 영국에서 이베르드롤라의 중요한 기둥이 되었다. 이 회사는 5백만 명 이상의 고객에게 서비스를 제공하며 8,500명의 직원을 고용하고 있다. 수력, 석탄, 복합 사이클, 열병합 발전 등 다양한 발전소를 운영하며 광범위한 배전 네트워크와 스마트 그리드 및 전기 자동차 프로젝트에 참여하고 있다.
또한 네오에너지는 해상 풍력 및 그린 수소를 촉진하기 위한 파트너십을 구축했다.

### 이베르드롤라 멕시코, SA de CV
1999년부터 멕시코에서 활동해온 이베르드롤라는 에너지 부문의 변화와 국가의 지속 가능한 발전을 위해 최선을 다하고 있다. 지역사회와 환경의 복지에 중점을 두고 기술 혁신과 청정 에너지에 대한 투자를 주도하며 복합 발전소, 풍력 발전소, 태양광 발전소의 설치 용량이 10.5GW에 달할 정도로 기술 혁신을 주도해 왔다.

### 이베르드롤라 에너지 인터내셔널, S.A.U.
스페인의 지주회사 역할을 하는 이 회사는 특히 재생에너지원을 통한 전력 생산 및 판매와 관련하여 해외 지역에서 이베르드롤라 그룹의 정책과 전략을 조정한다. 자회사에 대한 공통 서비스 제공을 중앙 집중화하는 동시에 사업 방향과 관리의 자율성을 유지한다.